# رباب (ربابه خوزستان)

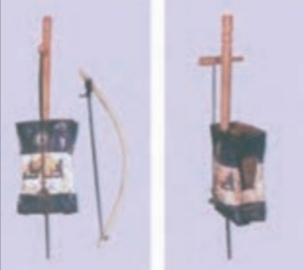
یک رَباب با جعبه صوتی فلزی (گالُن).

رَباب، که مردمان عرب ساکن خوزستان آن را رَبابه می‌نامند، از ساز‌های رایج در میان عرب‌ زبانان خوزستان است. این ساز دارای دو گونهٔ اصلی با جعبه صوتی (کاسه طنینی) چوبی و فلزی است؛ در این میان، گونهٔ فلزی آن با نام محلی «گَلِن» یا «گالُن» نیز شناخته می‌شود.
رَباب در خانوادهٔ سازهای زهی آرشه‌ای (کمانی) و از نوع سازهای «مُقَیَد» طبقه‌بندی می‌شود؛ واژهٔ «مُقَیَد» در سازشناسی به دسته‌ای از سازهای زهی اطلاق می‌شود که ارتفاع صدایی (زیر و بمی) در آن‌ها از طریق کوتاه کردن طول مؤثر سیم به وسیلهٔ انگشت‌گذاری تغییر می‌کند. در سازهای زهی که دارای دسته ویا صفحهٔ انگشت‌گذاری هستند، مانند رَبابه و کمانچه، نوازنده با فشردن سیم بر روی دسته، طول ارتعاش آن را مقید یا محدود کرده و به نت‌های مختلف دست می‌یابد. این عمل در سازهای بدون دسته مانند چنگ، با لمس سیم در نقاط مشخص صورت می‌گیرد. این رده از سازها در تقابل با سازهای زهی «مُطلَق» یا «دست باز» قرار می‌گیرند. در سازهای مطلق، هر سیم تنها قادر به تولید یک نت با بسامد ثابت است و نوازنده برای اجرای نت‌های مختلف، باید از سیمی به سیم دیگر برود؛ سازهایی مانند قانون و سنتور نمونه‌ای از این دسته‌اند. تقریباً تمام سازهای خانوادهٔ کمانچه‌، قیچک و لوت در دستهٔ سازهای مقید قرار می‌گیرند.
این ساز، که نمونه‌های آن در گسترهٔ وسیعی از شمال آفریقا تا کشورهای عربی و در میان بومیان عرب‌زبان جزیرهٔ کیش یافت می‌شود، در استان خوزستان نیز پیشینه‌ای دیرینه دارد و از قدیم در موسیقی محلی این منطقه مورد استفاده بوده است. با این حال، اهمیت رَبابه در خوزستان در این است که این ساز در فرهنگ موسیقایی مردم عرب این منطقه فرگشت یافته و به یک گونهٔ کاملاً بومی با ویژگی‌های منحصربه‌فرد در رپرتوار و تکنیک نوازندگی تبدیل شده است.
ساختار این ساز بسیار ساده است؛ رَبابه از تنها یک سیم که از رشته‌های دم اسب ساخته شده، بهره می‌برد. دستهٔ کوتاه، گوشی‌ها و خرک آن معمولاً از چوب توت تراشیده شده و آرشهٔ آن نیز متشکل از ترکه‌ای چوبی و رشته‌های دم اسب است.

## ویژگی‌های ظاهری و ساختاری رَباب

### در خوزستان رَباب به دو شکل متداول است:
1. رَباب با جعبه صوتی چوبی: کاسهٔ طنینی این ساز در دو شکل اصلی ساخته می‌شود؛ شکل ساده‌تر آن به صورت مستطیلی است، درحالی‌که در گونهٔ رایج‌تر، بدنهٔ ساز دارای انحنایی است که در آن، اضلاع عمودی به نرمی به سمت داخل خمیده شده و شکلی شبیه به ساعت شنی ایجاد می‌کنند. در برخی از نمونه‌ها، جعبه صوتی یک قاب است که هر دو طرف آن پوست کشیده شده‌است و خرک نیز در منطقهٔ معینی روی پوست قرار دارند. رَباب دارای یک سیم مویین شکل است که از یک طرف به سیم گیر متصل شده و پس از رد شدن از روی خرک مستقیماً به دور تنها گوشی‌ آن پیچیده می‌شود. رَباب فاقد شیطانک است، ولی به علت فاصلهٔ زیاد سیم از دسته، امکان تماس سیم با دسته هنگام انگشت گذاری وجود ندارد. در انتهای ساز یک میلهٔ فلزی و گاه چوبی وجود دارد که از یک طرف در داخل دسته قرار می‌گیرد و پس از عبور از جعبه صوتی، از قسمت زیر آن خارج می‌شود و به عنوان تکیه‌گاه ساز مورد استفاده قرار می‌گیرد.
2. رَباب با جعبه صوتی فلزی (گالن): عرب‌های خوزستان گاه به جای جعبه صوتی یا قاب چوبی از گالُن یا ظرف‌های مکعب مستطیل فلزی چهارلیتری روغن استفاده می‌کنند. سایر قسمت‌های این رَباب مانند رَباب چوبی است. برخی از نوازندگان ترجیح می‌دهند قسمت‌های جانبی گالن را بشکافند تا بتوانند صدای بیشتری از ساز تولید کنند. در رَباب فلزی مانند رَباب چوبی از میله‌ای فلزی یا چوبی در انتهای ساز به عنوان تکیه‌گاه استفاده می‌شود و شیوه نواختن در هردو آنها یکسان است.

## کوک رَباب
رَباب کوک ثابتی ندارد و میزان کشش تنها سیم مویین آن، ارتباط مستقیم با وسعت صوتی صدای خواننده دارد. صدای این سیم در رَباب مورد بررسی به صورت می بمل (4♭E) کوک شده‌است.

## تکنیک‌های اجرایی رَباب
امکانات اجرایی آرشه و دست چپ در این ساز، با توجه به نوع موسیقی، ساختمان آرشه و ساختار ساز، تنوع زیادی ندارد.
با این همه اغلب تکنیک‌های آرشه‌کشی کمانچه، مانند: لِگاتو، دتاشه، تِنوتو، گِلیساندو، اِستاکاتو، اِسپیکاتو و پیتزیکاتو بر روی رَباب، متناسب با ساختمان ساز (متناسب با فیزک و ساختار ساز) و به شیوه و سبک خاص موسیقی مورد نظر قابل اجرا هستند.

## شیوه نوازندگی و نوع استفاده رَباب
شیوه متداول نواختن رَبابه: شیوهٔ نواختن این ساز شباهت بسیاری به کمانچه دارد. نوازنده معمولاً در حالت نشسته، میله یا سیخکِ تعبیه‌شده در انتهای ساز را به عنوان تکیه‌گاه بر روی زمین قرار می‌دهد و برای مهار کامل ساز، آن را میان انگشتان شست پا ثابت نگاه می‌دارد. دستهٔ ساز، بسته به راست‌دست یا چپ‌دست بودن نوازنده، در یکی از دستان قرار گرفته و وظیفهٔ انگشت‌گذاری بر سیم‌ها را بر عهده دارد، در حالی که دست دیگر، آرشه‌کشی را انجام می‌دهد.
نوع استفاده رَبابه: رَباب تنها ساز زهی بومی است که در خوزستان برای اجراهای موسیقی سنتی عربی استفاده می‌شود. تمام فرم‌های سازی و آوازی موسیقی سنتی عربی با رَباب قابل اجرا هستند رَباب با چند ساز کوبه ای شامل کاسوره، تمپو و تمبک همراهی می‌شود و مهم‌ترین عرصهٔ حضور این ساز، مجالس عروسی و شادمانی است.

## تفاوت‌های ساختاری و موسیقایی
اگرچه نام «رَباب» و «رَبابه» از یک ریشهٔ زبانی مشترک می‌آیند، اما سازی که با نام رَبابه در خوزستان شناخته می‌شود و سازی که به عنوان رَباب کلاسیک یا خراسانی شهرت دارد، دو ساز کاملاً متفاوت از دو خانوادهٔ سازشناسی مجزا هستند. یکسان‌پنداری این دو، یک اشتباه رایج است که تنها از شباهت نام آن‌ها نشأت می‌گیرد، در حالی که از نظر ساختار، شیوهٔ نواختن، کیفیت صدایی و کارکرد موسیقایی، هیچ ارتباط مستقیمی با یکدیگر ندارند.
در جدول زیر، تفاوت‌های بنیادین این دو ساز به صورت تطبیقی نمایش داده شده است:
| ویژگی                | رَبابه خوزستان                            | رَباب کلاسیک (خراسانی)                                                   |
| -------------------- | ---------------------------------------- | ----------------------------------------------------------------------- |
| خانوادهٔ سازشناسی     | کمانچه                                   | لوت                                                                     |
| بدنه (کاسهٔ طنینی)    | ساده، اغلب از قوطی فلزی یا چوب           | پیچیده، کنده‌کاری‌شده از یک تکه چوب توت، دو قسمتی                         |
| صفحهٔ صدا             | پوست گوسفند یا ماهی                      | پوست بز یا حیوانات دیگر                                                 |
| تعداد سیم‌ها          | یک سیم اصلی از جنس موی دم اسب            | ۳ سیم اصلی (ملودی)، ۲-۴ سیم واخوان و تا ۱۵ سیم تشدیدکننده               |
| دسته و پرده‌بندی      | کوتاه و بدون پرده                        | کوتاه اما دارای پرده                                                    |
| شیوهٔ صدادهی          | نواختن با آرشه (کمانی)                   | نواختن با زخمه (مضراب)                                                  |
| کیفیت صدایی (Timbre) | تیز، نافذ، زنگ‌دار و تودماغی              | عمیق، پرطنین، گرم و غنی از هارمونیک‌ها                                   |
| نقش موسیقایی         | همراهی آواز در موسیقی مقامی و فولکلور    | ساز اصلی برای تکنوازی و در گروه‌نوازی‌های هنری                            |
| رپرتوار اصلی         | موسیقی محلی خوزستان (به‌ویژه سبک علوانیه) | موسیقی هنری ایران (بلوچستان و خراسان)، افغانستان و شمال هند (هندوستانی) |

### جمع‌بندی
به طور خلاصه، رَبابه خوزستان یک ساز محلی از خانوادهٔ کمانچه‌هاست که تمام هویت آن در بستر فرهنگ شفاهی و موسیقی فولکلور یک منطقهٔ خاص تعریف می‌شود. در مقابل، رَباب کلاسیک یک ساز هنری و پیچیده از خانوادهٔ لوت‌هاست که در سنت موسیقی درباری و هنری جایگاه ویژه دارد و نیای مستقیم ساز سرود هندی به شمار می‌رود. این دو ساز نمایندهٔ دو جهان موسیقایی کاملاً متفاوت هستند.

## نگارخانه

نمونه‌هایی از رَبابه خوزستان
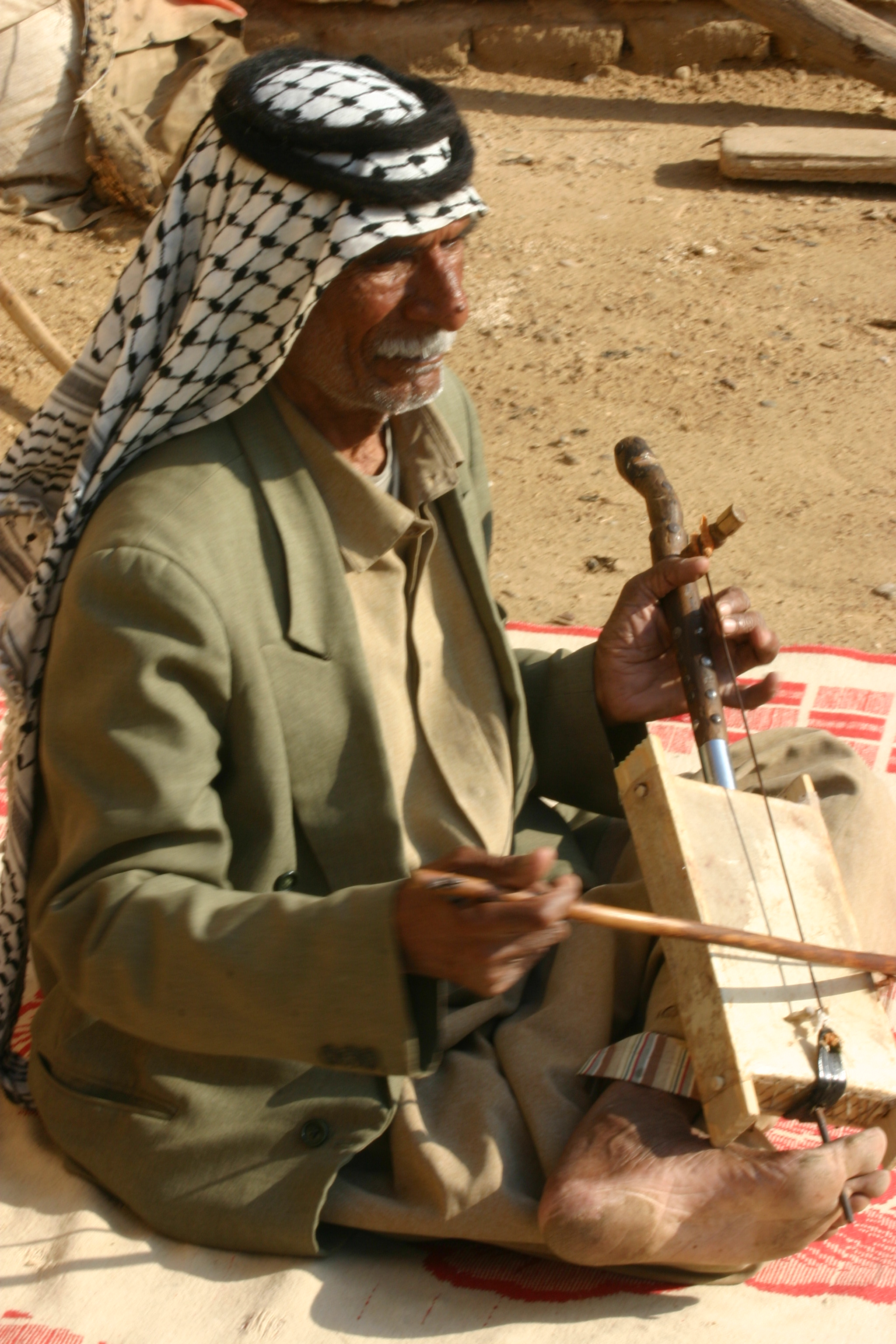
رَباب با جعبه صوتی چوبی.
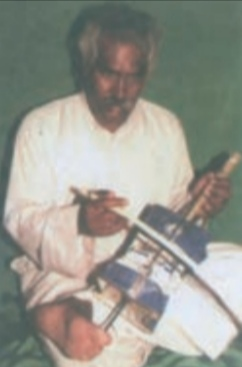
رَباب با جعبه صوتی فلزی، نوازنده: توفیق مهاوی.

### کتابشناسی
- ارفع اطرایی؛ محمدرضا درویشی (۱۳۹۴). سازشناسی ایرانی. تهران: سازمان پژوهش و برنامه‌ریزی آموزشی (شرکت چاپ و نشر کتاب‌های درسی ایران). شابک ۹۷۸-۹۶۴-۰۵-۲۰۸۸-۸.[۱]

1. ↑  «سازشناسی ایرانی | پایگاه کتاب‌های درسی، اداره کل نظارت بر نشر و توزیع مواد آموزشی». chap.sch.ir. دریافت‌شده در ۲۰۲۰-۰۶-۰۶.